# مانژروک
مانژروک (به لاتین: Manzherok) یک منطقهٔ مسکونی در روسیه است که در جمهوری آلتای واقع شده‌است.